# Unione Sportiva Melzo 1908
L'Unione Sportiva Melzo 1908, meglio nota come Melzo, è una società calcistica italiana con sede nella città di Melzo, in provincia di Milano. Attualmente milita nella Seconda Categoria, l'ottavo livello del campionato italiano.

## Storia

### Gli anni '30
Iscritta nella stagione 1929-1930 come Unione Sportiva Melzese, arriva per la prima volta nella sua storia nel campionato di Terza Divisione, chiuso al secondo posto in classifica dietro a Cantù e Rovellasca, promosse in Seconda Divisione. La formazione milanese rimane nel massimo campionato regionale anche nella stagione successiva, nella quale, grazie ai 22 punti conquistati in 14 partite, vince il girone H e viene così ammesso alla fase finale per la promozione in Seconda Divisione, alla quale rinuncia però a partecipare.
Nonostante la rinuncia, a fine stagione la squadra azzurra viene comunque ammessa al successivo campionato di Seconda Divisione, chiuso al sesto posto in classifica. La squadra gioca diverse altre stagioni in questa categoria, in cui rimane fino alla stagione 1935-1936, quando essendo divenuta l’espressione dell’Opera Nazionale Dopolavoro della principale industria locale la fabbrica alimentare della Galbani, si poté puntare a obiettivi più alti. Nella stagione 1936-1937 disputa invece il campionato di Prima Divisione, venendo promossa per la prima volta nella sua storia in Serie C. Il primo campionato di terza serie della storia del Melzo si chiude però con una retrocessione all'ultimo posto in classifica.

### Il dopoguerra: di nuovo in Serie C
Nella stagione 1945-1946 il Melzo viene ammesso a disputare il campionato di Serie C, e vince il suo girone con 33 punti, venendo ammesso alle semifinali per la promozione insieme ad Asti, Stradellina, Vimercatese e Parabiago. In questo girone i milanesi conquistano però solo 3 punti, rimanendo così in Serie C anche nella stagione successiva, nella quale si piazzano all'ottavo posto in classifica. Nella stagione 1947-1948, a causa di una riforma dei campionati, il torneo di Serie C prevede un elevatissimo numero di retrocessioni: nel girone F si salvano infatti solo Pro Palazzolo e Monza, mentre il Melzo, arrivato nono in classifica con 28 punti, viene assegnato al successivo campionato di Promozione, in cui rimase fino al 1951. Infatti, avendo deciso la FIGC una radicale riforma dei campionati, alla fine della stagione 1951-1952 ci fu l'eliminazione delle tre Leghe di Promozione (Nord, Centro e Sud), dando loro un taglio netto: le migliori cinque classificate di ogni girone accedevano alla IV Serie con conseguente retrocessione di tutte le rimanenti al campionato di Promozione Regionale, in cui venne dunque iscritto il Melzo.

### La IV Serie
Dopo alcuni campionati chiusi a metà classifica in Promozione, nella stagione 1955-1956 il Melzo gioca in IV Serie, chiudendo il campionato all'ottavo posto in classifica. L'anno seguente, nonostante un altro ottavo posto, la compagine milanese viene inclusa nei nuovi gironi di Seconda Categoria, abrogati però dopo una sola stagione restaurando nella stagione 1958-1959 un unico Campionato Interregionale. La permanenza nel massimo torneo interregionale dura però un'unica stagione, chiusa al penultimo posto in classifica con conseguente retrocessione in Prima Categoria regionale.

### Gli anni '60
Dopo diversi campionati anonimi in Prima Categoria, nella stagione 1966-1967 il Melzo chiude il campionato all'ultimo posto in classifica. Dopo la retrocessione arrivano poi due campionati vinti consecutivi, che portano la squadra a disputare il campionato di Serie D nella stagione 1969-1970.

### In Serie D
Dopo tre salvezze con piazzamenti di centroclassifica, nella stagione 1972-1973 il Melzo, grazie ai 48 punti conquistati in 34 giornate, si piazza al secondo posto in classifica nel girone B, a soli due punti dal Bolzano promosso in Serie C. In seguito, gioca per altre cinque stagioni consecutive in Serie D senza mai andare oltre l'ottavo posto in classifica; al termine della stagione 1977-1978 arriva poi però la retrocessione in Promozione, a causa degli appena 24 punti conquistati. Al secondo campionato consecutivo arriva un'ulteriore retrocessione, che riporta la squadra in Prima Categoria.

### Gli anni '80
Il Melzo gioca in Prima Categoria fino al nuovo ritorno in Promozione nel 1987.

### Dagli anni '90 al presente
Il Melzo, nel corso degli anni novanta, continua saltuariamente a partecipare al campionato di Promozione, ma dopo la retrocessione nella stagione 1994-1995 non supererà più la Prima Categoria. Nel 2005 arriva poi la retrocessione in Seconda Categoria, mentre nella stagione 2011-2012 la squadra si classifica al penultimo posto in classifica nel girone T di Seconda Categoria, arrivando per la prima volta nella sua storia in Terza Categoria, il gradino più basso del campionato italiano. La stagione successiva si chiude con un sesto posto in classifica, con la conseguente esclusione dai play-off, che costringe così la squadra milanese a disputare il campionato di Terza categoria anche nella stagione successiva.
Nella stagione 2018-2019 la Società ha cambiato dirigenza, ampliando il proprio parco squadre da una a dieci formazioni.
Nella stagione 2015-2016 disputa il campionato di Seconda Categoria nella delegazione provinciale di Milano

## Palmarès

### Competizioni nazionali
- Serie C: 1

1945-1946 (girone G della Lega Nazionale Alta Italia)

### Competizioni regionali
- Promozione: 2

1954-1955 (girone C), 1968-1969 (girone B)
- Prima Categoria: 1

1967-1968
- Campionato italiano di terza divisione: 1

1929-1930 (girone H)

## Statistiche e record

### Partecipazione ai campionati
| Livello | Categoria                           | Partecipazioni | Debutto   | Ultima stagione | Totale |
| ------- | ----------------------------------- | -------------- | --------- | --------------- | ------ |
| 3º      | Serie C                             | 4              | 1937-1938 | 1947-1948       | 4      |
| 4º      | Promozione                          | 4              | 1948-1949 | 1951-1952       | 16     |
| 4º      | IV Serie                            | 2              | 1955-1956 | 1956-1957       | 16     |
| 4º      | Campionato Interregionale           | 1              | 1958-1959 | 1958-1959       | 16     |
| 4º      | Serie D                             | 9              | 1969-1970 | 1977-1978       | 16     |
| 5º      | Campionato Interregionale - 2ª Cat. | 1              | 1957-1958 | 1957-1958       | 1      |